# Кей, Джон (художник)

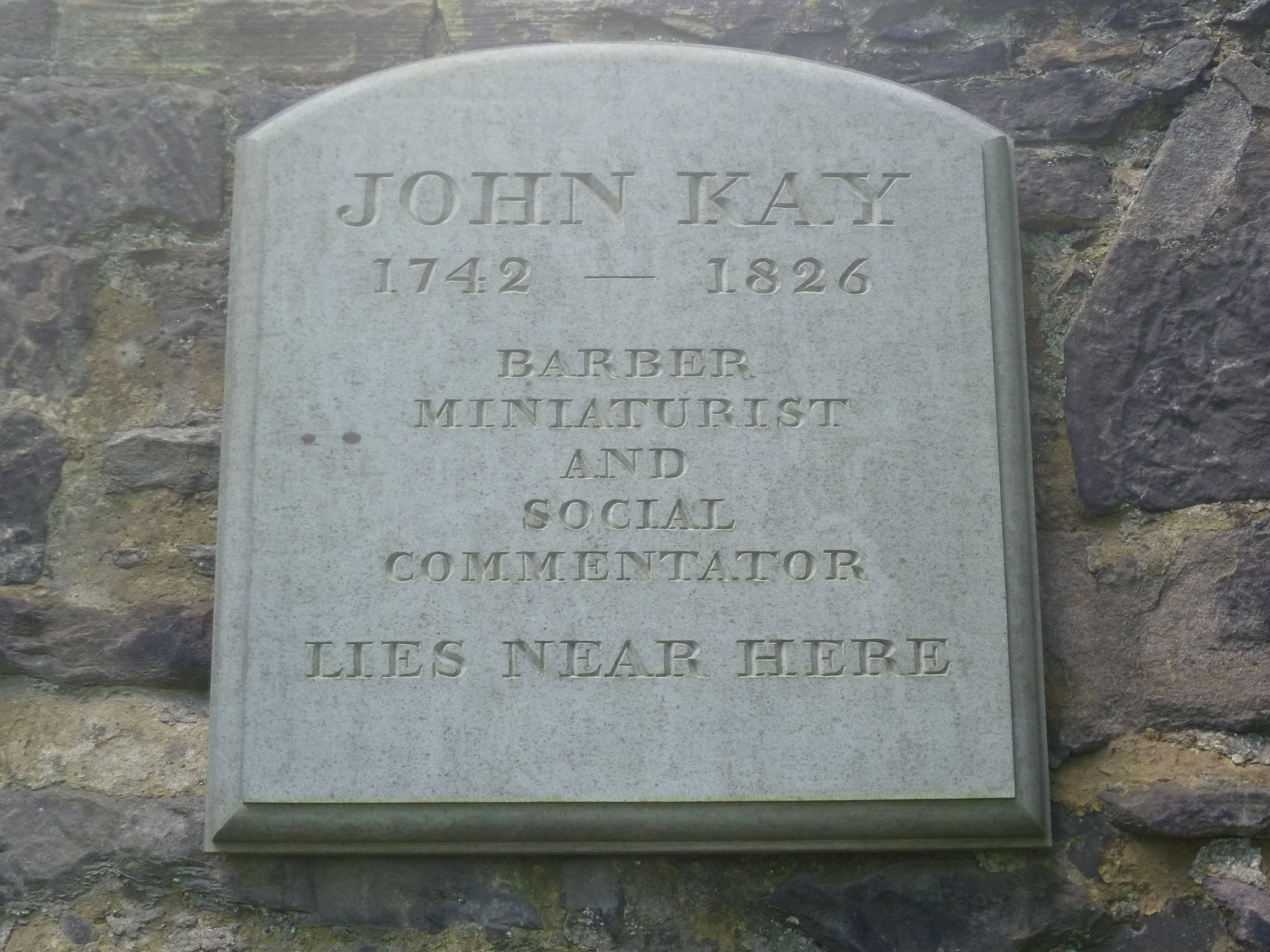
Мемориальная плита на кладбище Грейфрайерс

Джон Кей (англ. John Kay; 1742–1826) — шотландский художник-карикатурист и гравёр.

## Биография
Родился в апреле 1742 года недалеко от города Далкит, Шотландия, в семье каменщика.
В тринадцать лет Джон поступил учеником к парикмахеру George Heriot, где проработал в течение шести лет. Затем в 1771 году он отправился в Эдинбург, присоединившись здесь к корпорации парикмахеров-хирургов.
В 1784 году он опубликовал свою первую карикатуру на Лэрда Робертсона (англ. Laird Robertson). В 1785 году Кей снял в городе парикмахерскую и открыл небольшую типографию. Через некоторое время его зарисовки и карикатуры на местных знаменитостей, которыми изобиловал Эдинбург, стали широко известны.
Работы Джона Кея (коллекция из 340 гравюр) были собраны Хью Патоном (англ. Hugh Paton) и опубликованы как серия оригинальных портретов и карикатур покойного Джона Кея, с биографическими эскизами и иллюстративными анекдотами (Эдинбург, 1838).
Его знаменитый магазин на Королевской Миле был разрушен во время Великого эдинбургского пожара в ноябре 1824 года.
Умер художник 21 февраля 1826 года.